# ヤーコブ・ベッカー
ヤーコブ・ベッカー（Jakob Becker,1810年 3月15日 - 1872年12月22日）はドイツの画家、版画家である。

## 略歴
現在のラインラント＝プファルツ州のヴォルムスに近いディッテルスハイム(Dittelsheim-Heßloch)の宿屋の主人の息子に生まれた。ヴォルムスの画家ユング(Carl Nikolaus Jung)に絵を学んだ 。
1826年からフランクフルト・アム・マインのシュテーデル美術館で学び、鳥類美術研究所(Vogelsche Kunstanstalt)で版画家としても働いた。フランクフルトで画家、版画家のヤーコブ・フュルヒテゴット・ディールマンと友人になった。1833年に版画会社の依頼でテオドール・ヒルデブラントの作品の複製版画の製作のためにデュッセルドルフ訪れ、その後、1841年まで滞在し、デュッセルドルフ美術アカデミーでヨハン・ヴィルヘルム・シルマーやフリードリッヒ・ヴィルヘルム・シャドウに学んだ。1838年に友人の画家のミュラー（Wolfgang Müller von Königswinter）の妹と結婚してデュッセルドルフに住んだ。
1842年からフランクフルトでシュテーデル美術館の美術学校の風俗画と風景画の教授となった。ベッカーが教えた学生にはヨハネス・ダイカー、ハインリヒ・ヴィンター(Heinrich Winter)、ヴィルヘルム・ベール(Wilhelm Amandus Beer)、アントン・ブルガー、ハインリヒ・ハッセルホルスト(Heinrich Hasselhorst)、パウル・ヴェーバーらがいる。
ロマン派の詩人、ルートヴィヒ・ウーラントの作品から題材をとった版画作品に代表される作品からキャリアが始まったが、デュッセルドルフで学んだ後はアドルフ・シュレーターやルドルフ・ヨルダンの影響を受けて文学作品を題材にした作品も描いたが、風俗画の優れた画家となった。

## 作品

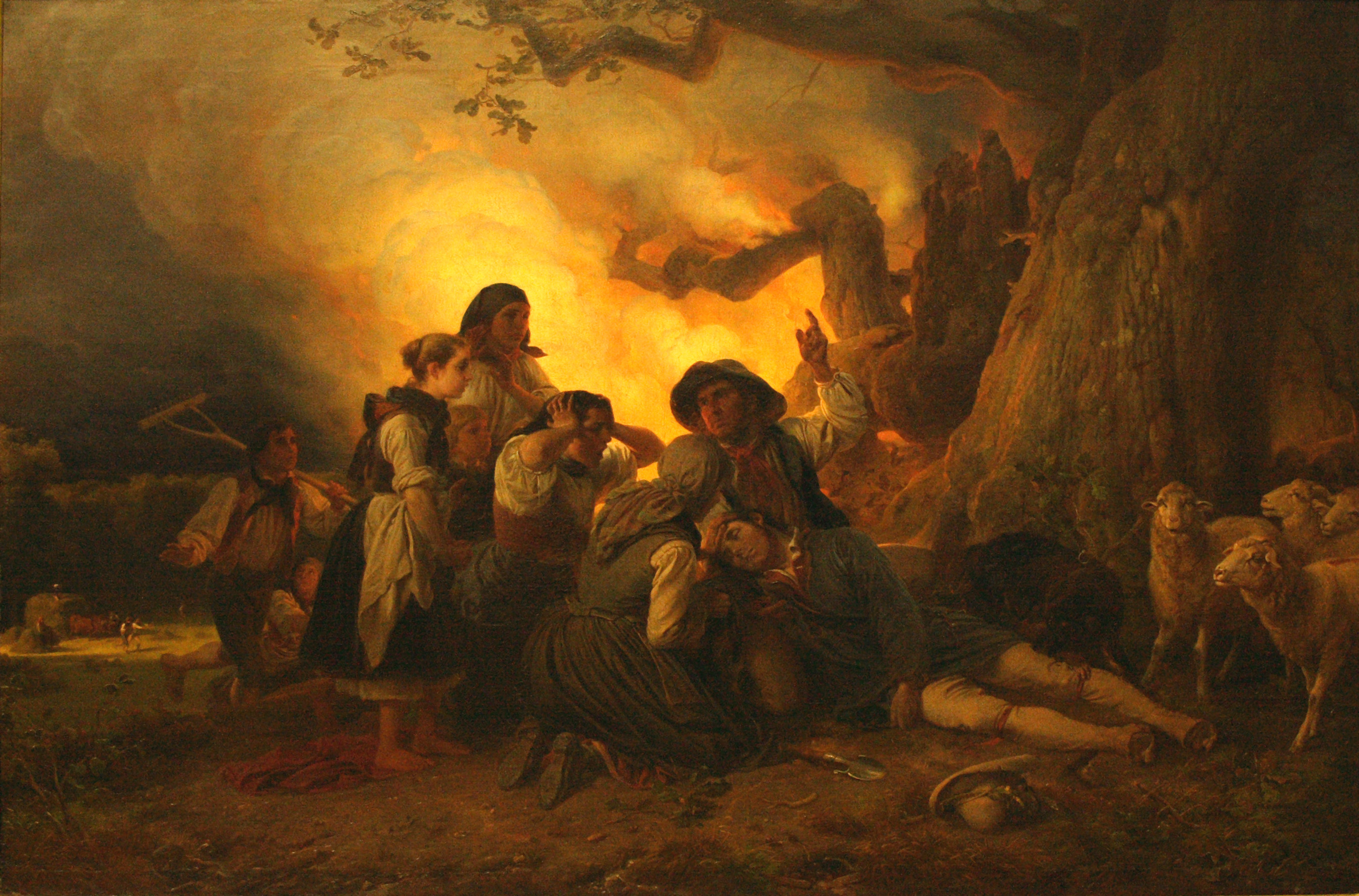
雷に撃たれた羊飼い
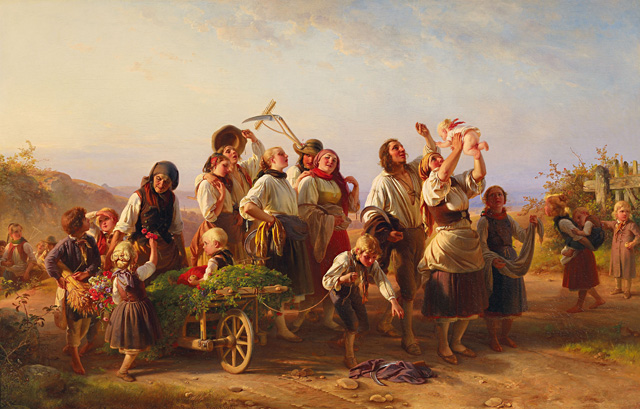
収穫の終わり
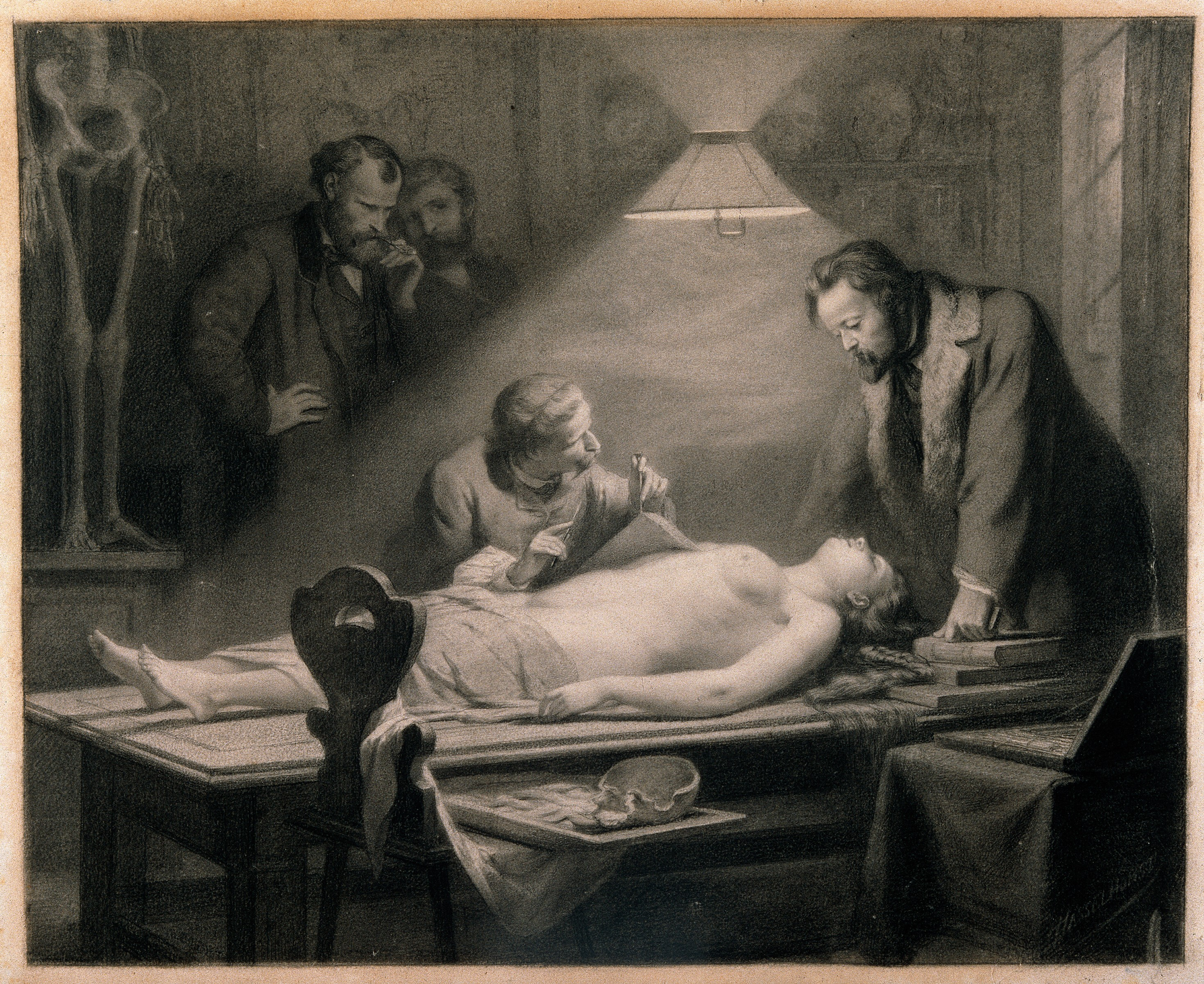
若い婦人の解剖
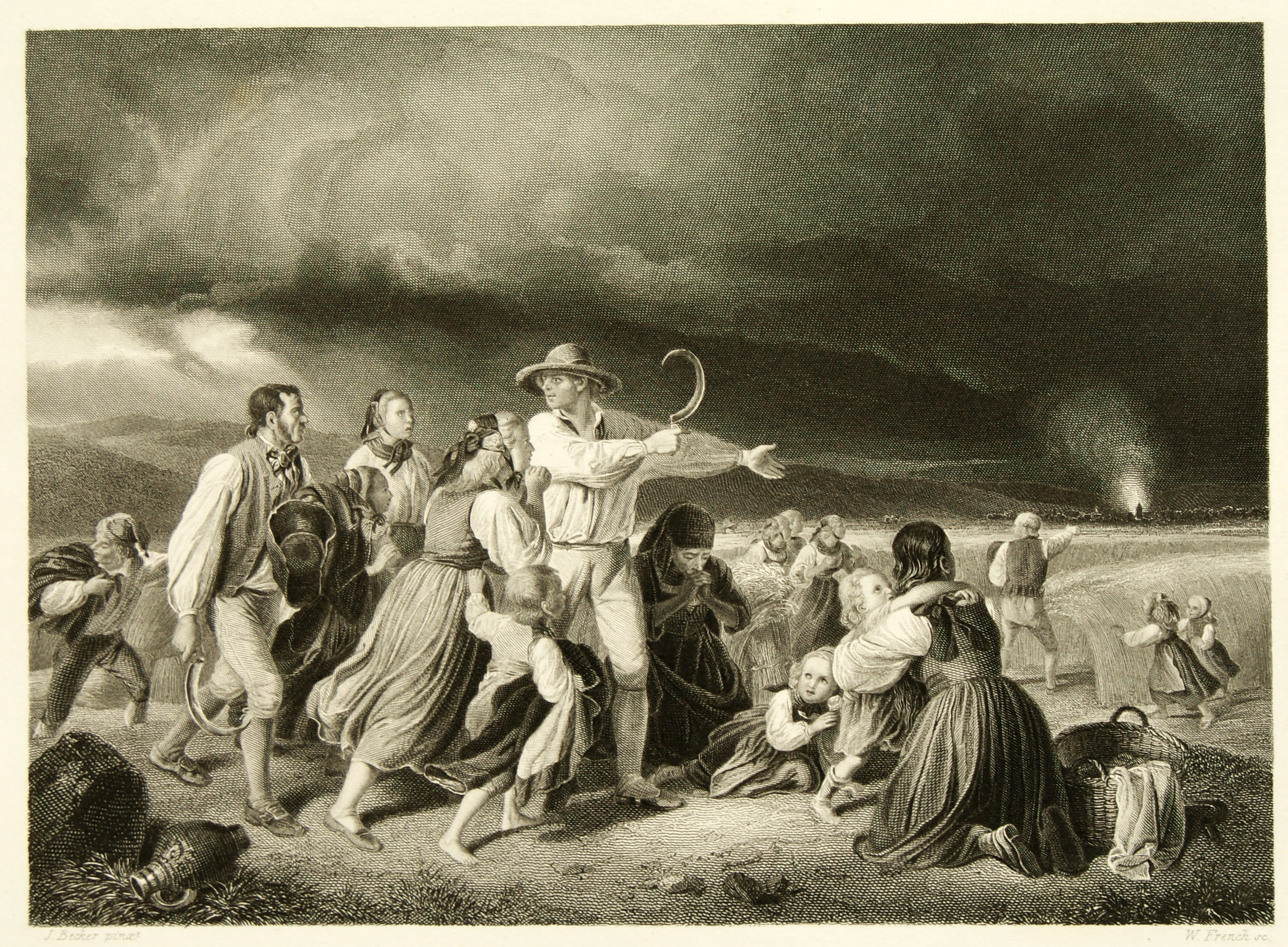
William French (1815-1898)彫刻家